# Червен форт
Червеният форт или Лал Кила (на хинди: लाल किला) е историческа крепост в столицата на Индия, Делхи, която в миналото служи като основна резиденция на моголските императори. Всяка година на деня на независимостта на Индия (15 август), индийският министър-председател издига индийския трикольор при главната порта на форта и изнася национално излъчвана реч от неговите отбранителни стени. Практиката датира от 15 август 1947 г., когато първият министър-председател на Индия, Джавахарлал Неру, издига индийското национално знаме над главната порта.
През 2007 г. фортът е включен в списъка на световното културно и природно наследство на ЮНЕСКО.

## Етимология
Наименованието Червен форт е превод на хиндустанското Лал Кила. Наречен е така, тъй като стените му са направени от червен пясъчник. Като резиденция на императорското стемейство, фортът първоначално се е наричал „Благословената крепост“ (Кила-и-Мубарак). Крепостта на Агра понякога също се нарича Лал Кила.

## История
Построен през 1639 г. от петия моголски император, Шах Джахан, като дворец на укрепената си столица Шахджаханабад, Червеният форт е кръстен така, поради масивните си стени от червен пясъчник. Императорските апартаменти се състоят от редица пристройки, свързвани чрез воден канал, известен като Потокът на рая. Дворцовият комплекс се счита за представител на зенита на моголската креативност и макар да е планиран по ислямски прототип, всяка пристройка съдържа архитектурни елементи, които са типични за моголската архитектура и отразява синтез от персийски, тимуридски и индуистки традиции. Иновативният архитектурен стил на Червения форт, включително градинския му дизайн, повлиява на по-късните сгради и градини в Делхи, Раджастан, Пенджаб, Кашмир, Брадж, Рохилкханд и другаде.
Произведенията на изкуството и ценностите във форта са разграбени по време на нашествието на Надир Шах през 1747 г. Повечето от мраморните структури по-късно са унищожени от британците след Сипайския метеж от 1857 г. Отбранителните стени са пощадени, а крепостта впоследствие започва да се използва като гарнизон. Червеният форт е мястото, където британците осъждат последния моголски император, Бахадур Шах II, преди да го изпратят в изгнание в Янгон през 1858 г.
Император Шах Джахан официално дава начало на строителството на Червения форт на 12 май 1638 г., когато решава да измести столицата от Агра в Делхи. Първоначално в червено и бяло, любимите цветове на Шах Джахан, дизайнът му е дело на Устад Ахмад Лахори, който построява и Тадж Махал. Фортът е разположена на брега на река Ямуна, която изпълва рововете около стените му. Строителството започва през свещения месец Мухарам, на 13 май 1638 г.:с. 01 Под надзора на Шах Джахан, крепостта е завършена на 6 април 1648 г. За разлика от останалите моголски крепости, стените на Червения форт са асиметрични, обхващайки стария форт Салимгарх.:с. 04 Дворецът е централно място в средновековния град Шахджаханабад, в днешно време старата част на Делхи. Планирането и естетиката му представлява зенита на моголската креативност, които преобладават по време на управлението на Шах Джахан. Наследникът му, Аурангзеб, добавя Перлената джамия към частните покои на императора и построява барбакани пред двете главни порти, за да затрудни влизане в двореца.:с. 08
Административната и фискалната структура на Моголската династия упада след управлението на Аурангзеб и към 18 век дворецът е занемарен. Когато Джахандар Шах поема контрола над крепостта през 1712 г., тя вече е била без император в продължение на 30 години. По-малко от година след началото на управлението си, Шах е убит и заменен от Фаруксияр. За да набави пари, сребърният таван на Ранг Махал е заменен с меден такъв. През 1719 г. във форта се настанява Мухамад Шах, който е известен с интереса си в изкуството. През 1739 г. персийският император Надир Шах с лекота побеждава моголската армия и разграбва Червения форт. Сред плячката му е и Пауновият трон, който след това е изгубен. Вътрешната слабост на Моголската империя прави моголите само формални владетели на Делхи, а договор от 1752 г. поставя Маратхската империя на трона на Делхи.
През 1760 г. новата власт премахва и претопява сребърния таван на още една от сградите в двореца, за да събере пари за защита на Делхи от армиите на Ахмад Шах Дурани. След като Делхи пада под напора на Дурани през 1761 г., властта в Делхи е поета от Шах Алам II.:с. 10 През 1788 г. маратхски гарнизон окупира Червения форт и Делхи и управлява северната част на Индия през следващите две десетилетия, преди да бъдат узурпирани от Британската източноиндийска компания след Втората англо-маратхска война от 1803 г. Същата година британците покоряват Делхи и поемат контрола над крепостта.
Въпреки позицията му като седалище на моголската власт и отбранителни възможности, Червеният форт не е отбраняван по време на Сипайския метеж от 1857 г. срещу британската власт. След като въстанието се проваля, Бахадур Шах II напуска крепостта на 17 септември и е арестуван от британските сили. Той се завръща във форта като затворник, осъден е там през 1858 г., след което е изпратен в изгнание в Янгон на 7 октомври същата година. С приключването на моголското господство, британците премахват или унищожават всички мебели от двореца, а харемите, прислужническите квартири и градините са унищожени, като на тяхно място е построена каменна казарма. Единствено мраморни постройки в източната част на императорското заграждение оцеляват, но са повредени. И докато отбранителните стени и кули като цяло остават невредими, над две трети от вътрешните постройки са унищожени от британците. Лорд Джордж Кързън, който е вицекрал на Индия от 1899 до 1905 г., нарежда фортът да се възстанови, което включва реконструкция на стените и градините с функционираща система за поливане.
Повечето от ценностите и произведенията на изкуството в Червения форт са плячкосани по време на нашествието на Надир Шах през 1747 г. или след Сипайския метеж през 1857 г. Така те попадат в ръцете на частни колекционери от Британския музей, Британската библиотека и музея Виктория и Албърт. По този начин, диамантът Кохинор, нефритената винена чаша на Шах Джахан и короната на Бахадур Шах II се озовават в Лондон, където се намира и до днес. Многобройните молби за връщането им обратно в Червения форт са отхвърляни от британското правителство.
През 1911 г. е основан археологически музей в крепостта. През 1945 г. редица офицери от Индийската национална армия са изправени пред военен съд в Червения форт.
След разделянето на Британска Индия крепостта претърпява някои промени, като продължава да се използва за военни жилища. Значителна част от форта остава под контрола на индийската армия до 22 декември 2003 г., когато е отдаден на Археологическото управление на Индия за реставрация.
В днешно време Червеният форт е най-голямата забележителност в Делхи и една от най-популярните туристически атракции на града, привличайки хиляди посетители всяка година. Големите архитектурни черти са в смесено състояние, като обширните водни съоръжения са пресъхнали. Някои постройки са в относително добро състояние, като украшенията им са непокътнати. Джамията е затворена за обществеността, макар посетителите да могат да надничат през прозорците ѝ.
Червеният форт присъства на гърба на банкнотата от 500 рупии.

## Архитектура
Червеният форт обхваща площ от 103,06 ha, обградени от 2,41 km отбранителни стени, подсилвани от кули с различна височина, от 18 към реката до 33 mm към града. Фортът има октагонална форма, като е по-дълъг в посока север-юг, отколкото в посока изток-запад. Мраморът, флоралните украшения и двойните куполи в сградите на крепостта са пример за по-късната моголска архитектура.
Червеният форт е един от комплексите в Индия, обхващащ дълъг период от историята и изкуството на страната. Дори и преди признаването му за паметник от национално значение през 1913 г. се полагат усилия за опазването му.
Портите Лахори и Делхи се използват от обществеността, докато портата Кизрабад се използва от императора.:с. 04 Портата Лахори е главният вход към форта.